# 伊里斯·塔博林
伊里斯·塔博林（荷蘭語：Iris Tabeling，1991年6月27日—），荷蘭女子羽毛球運動員，專長雙打項目。其胞弟罗宾·塔博林同為羽毛球運動員。

## 簡歷
2011年8月，伊里斯·塔博林參加斯洛伐克公開賽，與塞莱娜·皮克合作贏得女子雙打冠軍。
2012年，伊里斯·塔博林與塞莱娜·皮克合作，先後贏得了愛沙尼亞國際賽和比利時國際賽女子雙打冠軍；又在較高級別的荷蘭大獎賽中打進決賽，最後擊敗另一對荷蘭組合，贏得冠軍。

## 主要比賽成績
只列出曾進入準決賽的國際賽事成績：
| 年份   | 賽事                       | 公開賽級別 | 項目     | 搭檔            | 成績   |
| ------ | -------------------------- | ---------- | -------- | --------------- | ------ |
| 2007年 | 歐洲青年羽毛球錦標賽       | 其他       | 混合團體 | －              | 亞軍   |
| 2009年 | 歐洲青年羽毛球錦標賽       | 其他       | 混合團體 | －              | 亞軍   |
| 2009年 | 歐洲青年羽毛球錦標賽       | 其他       | 女子雙打 | 塞莱娜·皮克     | 亞軍   |
| 2009年 | 比利時羽毛球國際賽         | 國際挑戰賽 | 女子雙打 | 塞莱娜·皮克     | 準決賽 |
| 2010年 | 斯洛文尼亞羽毛球國際賽     | 國際系列賽 | 混合雙打 | 耶勒·马斯       | 準決賽 |
| 2010年 | 斯洛伐克羽毛球公開賽       | 未來系列賽 | 女子雙打 | 塞莱娜·皮克     | 冠軍   |
| 2010年 | 斯洛伐克羽毛球公開賽       | 未來系列賽 | 混合雙打 | 耶勒·马斯       | 準決賽 |
| 2010年 | 捷克羽毛球國際賽           | 國際挑戰賽 | 女子雙打 | 塞莱娜·皮克     | 冠軍   |
| 2010年 | 捷克羽毛球國際賽           | 國際挑戰賽 | 混合雙打 | 耶勒·马斯       | 亞軍   |
| 2010年 | 意大利羽毛球國際賽         | 國際挑戰賽 | 女子雙打 | 塞莱娜·皮克     | 冠軍   |
| 2011年 | 愛沙尼亞羽毛球國際賽       | 國際系列賽 | 女子雙打 | 塞莱娜·皮克     | 冠軍   |
| 2011年 | 荷蘭羽毛球國際賽           | 國際挑戰賽 | 女子雙打 | 萨曼塔·巴宁     | 準決賽 |
| 2011年 | 斯洛伐克羽毛球公開賽       | 國際系列賽 | 女子雙打 | 塞莱娜·皮克     | 冠軍   |
| 2011年 | 比利時羽毛球國際賽         | 國際挑戰賽 | 女子雙打 | 塞莱娜·皮克     | 準決賽 |
| 2012年 | 愛沙尼亞羽毛球國際賽       | 國際系列賽 | 女子雙打 | 塞莱娜·皮克     | 冠軍   |
| 2012年 | 愛沙尼亞羽毛球國際賽       | 國際系列賽 | 混合雙打 | 耶勒·马斯       | 準決賽 |
| 2012年 | 荷蘭羽毛球國際賽           | 國際挑戰賽 | 女子雙打 | 塞莱娜·皮克     | 亞軍   |
| 2012年 | 比利時羽毛球國際賽         | 國際挑戰賽 | 女子雙打 | 塞莱娜·皮克     | 冠軍   |
| 2012年 | 荷蘭羽毛球大獎賽           | 大獎賽     | 女子雙打 | 塞莱娜·皮克     | 冠軍   |
| 2012年 | 挪威羽毛球國際賽           | 國際挑戰賽 | 女子雙打 | 塞莱娜·皮克     | 亞軍   |
| 2012年 | 愛爾蘭羽毛球國際賽         | 國際系列賽 | 混合雙打 | 耶勒·马斯       | 準決賽 |
| 2013年 | 瑞典斯德哥爾摩羽毛球國際賽 | 國際挑戰賽 | 女子雙打 | 塞莱娜·皮克     | 冠軍   |
| 2013年 | 瑞典斯德哥爾摩羽毛球國際賽 | 國際挑戰賽 | 混合雙打 | 耶勒·马斯       | 亞軍   |
| 2013年 | 荷蘭羽毛球國際賽           | 國際挑戰賽 | 混合雙打 | 耶勒·马斯       | 準決賽 |
| 2013年 | 西班牙羽毛球公開賽         | 國際挑戰賽 | 女子雙打 | 萨曼塔·巴宁     | 準決賽 |
| 2014年 | 荷蘭羽毛球國際賽           | 國際系列賽 | 女子雙打 | 萨曼塔·巴宁     | 冠軍   |
| 2014年 | 比利時羽毛球國際賽         | 國際挑戰賽 | 女子雙打 | 萨曼塔·巴宁     | 亞軍   |
| 2014年 | 比利時羽毛球國際賽         | 國際挑戰賽 | 混合雙打 | 耶勒·马斯       | 亞軍   |
| 2014年 | 意大利羽毛球國際賽         | 國際挑戰賽 | 女子雙打 | 萨曼塔·巴宁     | 冠軍   |
| 2015年 | 瑞典羽毛球大師賽           | 國際挑戰賽 | 女子雙打 | 萨曼塔·巴宁     | 準決賽 |
| 2015年 | 瑞士羽毛球國際賽           | 國際挑戰賽 | 女子雙打 | 萨曼塔·巴宁     | 冠軍   |
| 2015年 | 瑞士羽毛球國際賽           | 國際挑戰賽 | 混合雙打 | 鲁宾·吉尔       | 準決賽 |
| 2015年 | 蘇格蘭羽毛球大獎賽         | 大獎賽     | 女子雙打 | 萨曼塔·巴宁     | 亞軍   |
| 2016年 | 瑞典羽毛球大師賽           | 國際挑戰賽 | 女子雙打 | 萨曼塔·巴宁     | 亞軍   |
| 2016年 | 芬蘭羽毛球公開賽           | 國際挑戰賽 | 女子雙打 | 萨曼塔·巴宁     | 亞軍   |
| 2016年 | 芬蘭羽毛球公開賽           | 國際挑戰賽 | 混合雙打 | 鲁宾·吉尔       | 準決賽 |
| 2016年 | 歐洲羽毛球錦標賽           | 其他       | 女子雙打 | 萨曼塔·巴宁     | 季軍   |
| 2016年 | 瑞士羽毛球國際賽           | 國際系列賽 | 女子雙打 | 谢丽尔·塞尔宁   | 冠軍   |
| 2016年 | 意大利羽毛球國際賽         | 國際挑戰賽 | 女子雙打 | 谢丽尔·塞尔宁   | 準決賽 |
| 2017年 | 保加利亞羽毛球公開賽       | 國際系列賽 | 女子雙打 | 纳迪亚·范克豪泽 | 準決賽 |
| 2017年 | 保加利亞羽毛球公開賽       | 國際系列賽 | 混合雙打 | 亚历克斯·弗拉尔 | 冠軍   |
| 2017年 | 愛爾蘭羽毛球公開賽         | 國際系列賽 | 混合雙打 | 亚历克斯·弗拉尔 | 準決賽 |
| 2018年 | 意大利羽毛球國際賽         | 國際挑戰賽 | 女子雙打 | 纳迪亚·范克豪泽 | 準決賽 |
| 2019年 | 荷蘭羽毛球國際賽           | 國際系列賽 | 女子雙打 | 纳迪亚·范克豪泽 | 準決賽 |

| 2007-2017年 | 首要超級賽 | 超級賽 | 黃金大獎賽 | 大獎賽 | 國際挑戰賽 | 國際系列賽 | 未來系列賽 | 其他 |

| 2018-2026年 | 總決賽 | 超級1000賽 | 超級750賽 | 超級500賽 | 超級300賽 | 超級100賽 | 國際挑戰賽 | 國際系列賽 | 未來系列賽 | 其他 |

### 奧運會和世錦賽參賽紀錄
|          | 搭檔            | 2011 | 2012 | 2013 | 2014 | 2015 |      | 2019 |
| 女子雙打 | 塞莱娜·皮克     | 16強 | －   | －   | －   | －   | －   |      |
| 女子雙打 | 萨曼塔·巴宁     | －   | －   | －   | 32強 | 48強 | －   |      |
| 女子雙打 | 納迪亞·范克豪澤 | －   | －   | －   | －   | －   | 48強 |      |

## 外部連結
- 官方网站 （荷兰文）
- 伊里斯·塔博林的Facebook專頁